# Мыньюань-Хуэйский автономный уезд
Мэньюань-Хуэйский автономный уезд (кит. упр. 门源回族自治县, пиньинь Ményuán Huízú Zìzhìxiàn) — автономный уезд Хайбэй-Тибетского автономного округа провинции Цинхай (КНР).

## История
Во времена империи Цин в 1723 году хошуты подняли мятеж. После его подавления в этих местах были размещены войска, и в 1724 году был образован Датунский караул (大通卫). В 1725 году в этих местах был возведён укреплённый городок, ставший штаб-квартирой караула. В 1744 году штаб-квартира караула была переведена в другое место, но укрепление в этих местах сохранилось. В 1761 году территория, подотчётная Датунскому караулу, была реорганизована в уезд Датун (大通县).
Во времена Китайской республики в 1929 году была создана провинция Цинхай, при этом из северной части уезда Датун и части уезда Синин был образован уезд Вэйюань (亹源县).
После образования КНР 31 декабря 1953 года был образован Хайбэй-Тибетский автономный район (海北藏族自治区), в состав которого вошёл и Вэйюань-Хуэйский автономный район (亹源回族自治区), созданный из уезда Вэйюань. В 1955 году Хайбэй-Тибетский автономный район был переименован в Хайбэй-Тибетский автономный округ, а Вэйюань-Хуэйский автономный район — в Мэньюань-Хуэйский автономный уезд.

## Административное деление
Мэньюань-Хуэйский автономный уезд делится на 4 посёлка, 7 волостей и 1 национальную волость.